# Leith Taylor
Leith Taylor – australijska aktorka telewizyjna, filmowa i teatralna. 

## Kariera
Zadebiutowała na ekranie w roku 1975, małą rolą w dramacie The Olive Treel. W roku 1993 zagrała postać Pani Rutheford w komedii Krok w dorosłość występując u boku m.in. Russella Crowe.
W Australii jest bardzo popularną aktorką oraz reżyserką teatralną. Występowała na wielu scenach teatralnych - w kilkunastu miastach Australii.

## Filmografia
Filmy 
- 1975: The Olive Tree
- 1988: Daisy and Simon jako Susy
- 1988: The Boardroom jako Judith Hutt
- 1990: Jackaroo jako Jo-Ann Mallory
- 1993: Clowning Around 2
- 1993: Krok w dorosłość, (Love in Limbo) jako Pani Rutherford

 Seriale 
- 1976: King's Men - 1 odcinek,

 Wybrane role teatralne 
- 1975: What If You Died Tomorrow? - Playhouse Theatre - Perth
- 1977: Martello Towers - The Hole in the Wall Theatre -  Leederville
- 1981: Not Now Darling - Canberra Theatre - Canberra
- 1981: The Importance of Being Earnest - Octagon Theatre - Crawley
- 1990: The Cherry Orchard - Playhouse Theatre - Perth